# Heilig Kruiskerk (Sint-Amandsberg)

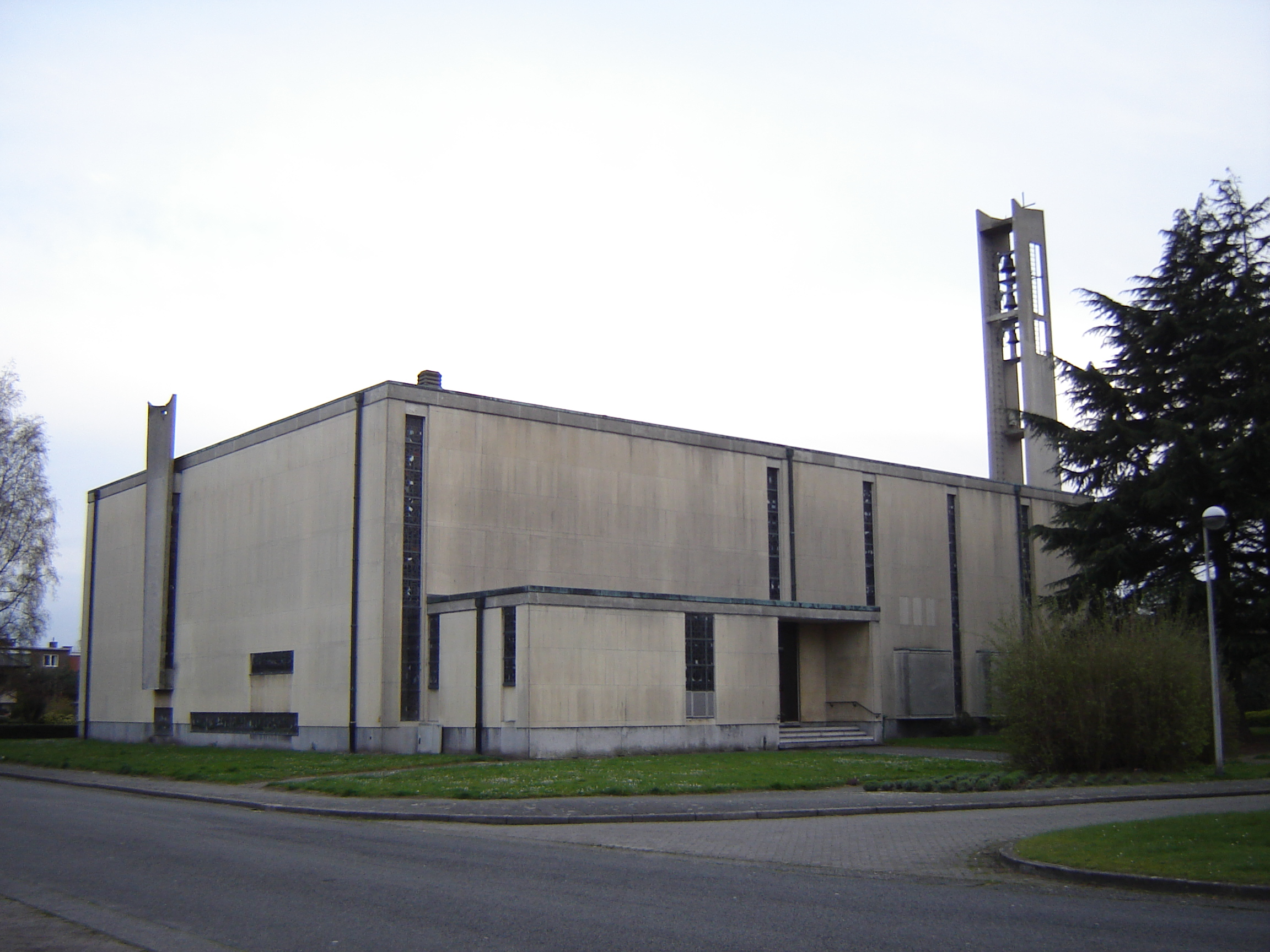
De Heilig Kruiskerk

De Heilig Kruiskerk is een kerkgebouw in de wijk Westveld van de Gentse deelgemeente Sint-Amandsberg. De naam van de kerk verwijst naar de verering van het Heilig Kruis. Het gebouw wordt niet meer gebruikt voor erediensten.

## Architectuur en bouwgeschiedenis
In 1928 richtte men in het oosten van het Westveld de parochie Oude Bareel op. Vanaf de jaren 30 werd ook het park van het kasteel Carelshof verkaveld en werden er villa's opgetrokken. De volgende decennia raakte de rest van het Westveld verder bebouwd. Na de aanleg van een grote semi-sociale woonwijk rond 1955 werd het Westveld in 1958 een zelfstandige parochie waarvoor de kerkfabriek in 1959 een wedstrijd voor een nieuw ontwerp van een kerk uitschreef. De plannen van architect werden tijdens de constructie ervan aangepast aan de richtlijnen van het Tweede Vaticaans Concilie. Het werd een modernistische zaalkerk, ontworpen door architect Paul Van Maele, op 4 juli 1965 door bisschop Van Peteghem ingewijd. Ze is met gele natuursteen bekleed, met een open betonnen kerktoren met drie klokken. De crypte onder de kerk wordt als weekkapel gebruikt.

## Herbestemming
In 2018 was er een man die zich verzette tegen de plannen van het bisdom Gent en bisschop Luc Van Looy om de kerk te ontwijden en te herbestemmen. Hij spande een beroepsprocedure aan voor een kerkelijke rechtbank te Rome. In 2019 werd het gebouw verkocht. Het veilinghuis Maison Jules te Gent, opgericht door de vennoten Jo Tondeleir en Henk Dekeyser, heeft de kerk gekocht om er haar veilinghuis te vestigen. Veilingmeester Henk Dekeyser bevestigt de bedoeling om er in 2021 te veilen en tentoonstellingen te houden. De stad Gent is het project genegen en de besprekingen verlopen zeer positief.